# Laurus (Škurla)

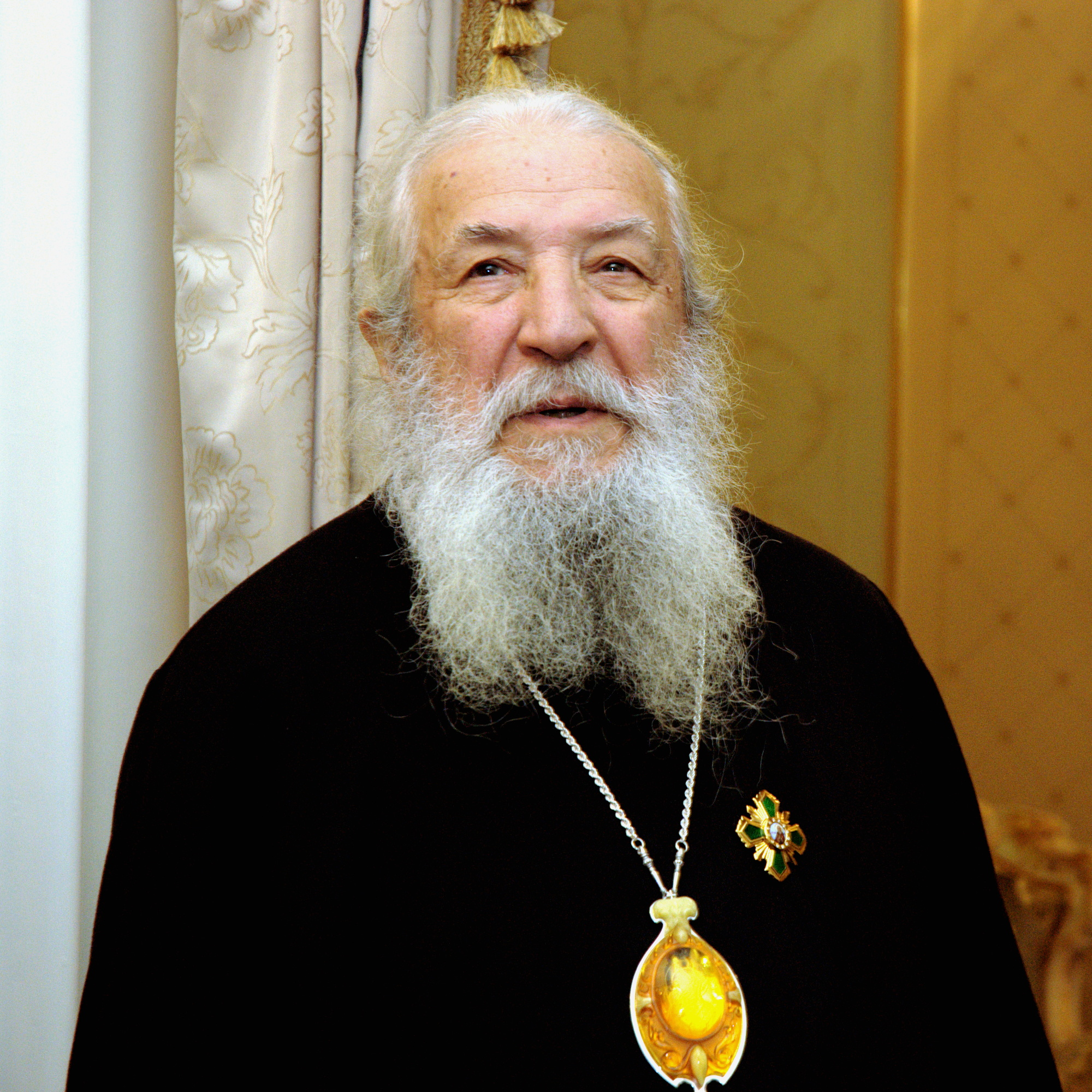
Metropolit Laurus i patriarkens av Moskva residens i Peredelkino, Ryssland.

Laurus (Škurla) av New York, född 1 januari 1928 i Ladomirová, Tjeckoslovakien, död 16 mars 2008 i Jordanville, New York, USA, var metropolit av östra Amerika och New York och förste hierark av ryska ortodoxa kyrkan utanför Ryssland.
Den blivande hierarken föddes som Vasil' Michalovič Škurla i byn Ladomirová i Tjeckoslovakien (nuvarande Slovakien), som son till Michal Ivanovič och Elena Michalovna Škurla. Hans familj var ortodoxa kristna i det tidigare Österrike-Ungern, starkt influerade av romerska katoliker.
När han var fem år började Vasil' tjänstgöra vid altaret i Sankt Jobs kyrka i Pochaev kloster i Ladomirová, som var den lokala ortodoxa befolkningens församlingskyrka. Vid åtta års ålder närmade sig unge Vasil' abboten i klostret, arkimandrit Serafim, för att få denne att accptera honom som novis. År 1939, vid elva års ålder, gav hans far honom tillåtelse att ansluta sig till klostret. Han började till fullo att delta i klostrets liv efter att ha avslutat sin nödvändiga gymnasieutbildning. Han var kvar i klostret under hela andra världskriget, fram till den röda arméns framryckningar 1944.
När röda armén närmade sig evakuerades klostrets broderskap, först till Bratislava och sedan till Tyskland och Schweiz. I Genève, vid sexton års ålder, blev Vasil' novis. 1946, efter kriget, emigrerade klostrets broderskap, inklusive Vasil', till USA och anslöt sig till Heliga Treenighetens kloster i Jordansville, New York.
I Jordanville gick Vasil' i första klass vid Heliga Treenighetens seminarium. Han examinerades 1947, då han fortfarande var novis. I mars 1948 var Vasil' en av tre noviser som blev munkar. Han fick då munknamnet "Laurus". 1949 blev han diakon, och 1954 han präst. Laurus upphöjdes till hegumen 1959. 1966 hedrades han ytterligare när han upphöjdes till arkimandrit.
1967 valdes akrimandit Laurus in i biskopsämbetet. Han vigdes till biskop av Manhattan i Synodal Cathedral of the Theotokos of the Sign i New York. Han fick också uppdraget som sekreterare i biskopskonciliet.
1976 valdes Laurus till abbot i Heliga Treenighetens kloster. Han utsågs också till biskop av Syrakusa och den heliga treenigheten av biskoparnas koncilium. Under de följande åren reste Laurus och ledde pilgrimsfärder, inklusive till det Heliga landet och Athos. 1981 upphöjdes han till ärkebiskop.
I oktober 2001, efter metropolit Vitalijs pensionering, valdes ärkebiskop Laurus av biskopskonciliet till metropolit av östra Amerika och New York och förste hierark av ryska ortodoxa kyrkan utanför Ryssland.
Mellan 6 maj och 14 maj 2006 var metropolit Laurus ordförande för ryska ortodoxa kyrkan utanför Rysslands fjärde koncilium, vilkets syfte var att rekonstruera och normalisera relationen med patriaken av Moskva. Den 17 mars 2007 undertecknade metropolit Laurus och många av prästerna i ryska ortodoxa kyrkan utanför Ryssland Fördraget om kanonial kommunion i Moskva, Ryssland, och deltog i ett gemensamt firande av de gudomliga liturgin med patriark Aleksij II av Moskva i Kristus Frälsarens katedral.
Metropolit Laurus dog vid 80 års ålder i Heliga Treenighetens kloster i Jordanville 16 mars 2008. Han begravdes 21 mars vid sidan av tidigare ledare för ryska ortodoxa kyrkan utanför Ryssland på klostrets kyrkogård.